# Trò chơi kỳ ảo: Thăng cấp
Trò chơi kỳ ảo: Thăng cấp (tên gốc tiếng Anh: Jumanji: The Next Level) là phim điện ảnh hài phiêu lưu kỳ ảo của Mỹ năm 2019 do Jake Kasdan đạo diễn và Kasdan, Jeff Pinkner và Scott Rosenberg đồng biên kịch. Đây là phần tiếp theo của phim điện ảnh Jumanji: Trò chơi kỳ ảo năm 2017 và là phần phim thứ tư của loạt phim Jumanji. Phim có sự tham gia diễn xuất của Dwayne Johnson, Jack Black, Kevin Hart, Karen Gillan, Nick Jonas, Alex Wolff, Morgan Turner, Ser'Darius Blain và Madison Iseman đảm nhận các vai diễn xuất hiện từ phần phim trước, trong khi Awkwafina, Rory McCann, Danny Glover và Danny DeVito là các diễn viên mới tham gia dàn nhân vật. Nội dung phim diễn ra hai năm sau các sự kiện của Jumanji: Trò chơi kỳ ảo, trong đó một nhóm thanh thiếu niên cùng hai người ông lớn tuổi vô tình bị mắc kẹt trong trò chơi Jumanji. Tại đây, bọn họ phải đối mặt với những vấn đề và thử thách mới cũng như phải cứu lấy vùng đất khỏi tay một kẻ hiểm ác mới.
Quá trình quay phim chính diễn ra trong năm 2019, từ ngày 21 tháng 1 đến ngày 11 tháng 5 tại Atlanta, New Mexico, Alberta và Hawaii. Hầu hết dàn diễn viên từ phần phim trước sẽ đảm nhận vai diễn ban đầu của mình trong phần tiếp theo.
Trò chơi kỳ ảo: Thăng cấp được công chiếu tại các rạp ở Hoa Kỳ vào ngày 13 tháng 12 năm 2019 bởi Sony Pictures Releasing, dưới nhãn hiệu Columbia Pictures. Tại Việt Nam, phim cũng được công chiếu vào ngày 13 tháng 12 năm 2019. Tác phẩm nhận được đánh giá tích cực từ giới phê bình và thu về 800 triệu USD toàn cầu, so với kinh phí làm phim vào khoảng 125–132 triệu USD, trở thành phim điện ảnh có doanh thu cao thứ mười trong năm 2019. Phần phim tiếp theo đang trong quá trình phát triển.

## Nội dung
Hai năm sau cuộc phiêu lưu trong phần phim trước, Spencer Gilpin, Anthony "Fridge" Johnson, Martha Kaply và Bethany Walker đã chia tay nhau để học đại học, và cả bốn người đã lên kế hoạch đoàn tụ trong kỳ nghỉ Giáng sinh. Đêm trước cuộc hội ngộ, Spencer, cảm thấy mình không có mục đích sống, đã lôi bộ trò chơi Jumanji ra. Khi cậu không xuất hiện tại cuộc hội ngộ, bạn bè của cậu đến thăm nhà và được ông nội của Spencer là Eddie cùng người bạn cũ của ông là Milo Walker chào đón. Sau khi phát hiện Spencer đã bị hút vào Jumanji, Fridge, Martha, Eddie và Milo cũng tham gia trò chơi, bỏ lại Bethany.
Trong trò chơi, Martha thấy mình là Ruby Roundhouse, nhân vật trước đây cô từng vào vai. Fridge trở thành Giáo sư Sheldon Oberon (mà Bethany đã sử dụng trước đó) trong khi Eddie và Milo trở thành Tiến sĩ Smolder Bravestone và Franklin "Chuột" Finbar (mà Spencer và Fridge đã sử dụng trước đó). Sau khi hướng dẫn Eddie và Milo về các quy tắc của trò chơi, cả nhóm gặp NPC Nigel Billingsley. Anh tiết lộ rằng Jumanji đang bị hạn hán lớn, và để rời khỏi trò chơi, cả nhóm phải kết thúc hạn hán bằng cách thu hồi một chiếc vòng cổ ma thuật được gọi là Falcon Heart đã bị lãnh chúa Jurgen the Brutal đánh cắp. Trong khi đó, Bethany, vẫn ở trong thế giới thực, tìm đến người chơi Jumanji Alex Vreeke để được giúp đỡ.
Được đưa đến một sa mạc để truy đuổi Jurgen, và sau khi thoát khỏi một đàn đà điểu truy đuổi trong gang tấc, cả nhóm chạm trán Spencer trong vai một tên trộm lành nghề tên Ming Fleetfoot. Cảm thấy có lỗi vì tình trạng khó khăn của cả nhóm, Spencer đồng ý giúp các bạn. Trong khi cố gắng thoát khỏi sa mạc, cả nhóm phải đối mặt với những thử thách và vấn đề mới, cùng với việc thu thập một vật phẩm gọi là Jumanji Berry. Họ cũng phát hiện ra một hồ nước cho phép các nhân vật đổi vai. Trong khi đó, Eddie cãi nhau với Milo, cho biết tình bạn giữa hai người đã kết thúc khi Milo bán một quán ăn mà họ sở hữu chung, buộc ông phải nghỉ hưu. Khi đến một khu rừng, cả nhóm phải băng qua một loạt cầu treo bằng dây thừng. Sau khi qua cầu thành công, họ gặp lại Alex trong vai Jefferson "Thủy phi cơ" McDonough và Bethany trong vai Cyclone, một con ngựa đen mà chỉ Finbar mới có thể hiểu được. Khi nghỉ ngơi sau trận chiến, Eddie nhận ra rằng Milo đang bị bệnh nan y và muốn sửa lỗi trước khi ra đi – cả hai đã hòa giải với nhau.
Cả nhóm đi qua Núi Zhatmire và tìm thấy một con sông có dòng nước xanh phát sáng, cho phép Spencer, Bethany và Fridge trở lại nhân vật ban đầu của họ là Bravestone, Oberon và Finbar, còn Eddie và Milo lần lượt trở thành Ming và Cyclone. Ngay sau đó, người của Jurgen đã bắt được Eddie và Milo. Spencer, Martha, Fridge, Bethany và Alex tách ra và xâm nhập vào pháo đài của Jurgen để giải cứu đồng đội và lấy lại Falcon Heart. Trong khi thâm nhập pháo đài, Martha hỏi Spencer tại sao cậu lại từ bỏ cuộc sống cũ của mình và cả cô, Spencer thừa nhận rằng thành công của Martha ở trường đại học khiến cậu không an tâm về bản thân. Martha an ủi và nhắc nhở cậu rằng cậu cần bạn bè của mình những lúc cậu sợ hãi và bất an. Sau đó, Spencer truy đuổi Jurgen đến chiếc tàu bay trong khi những người khác chiến đấu với đám tay sai. Spencer phát hiện ra Jurgen rất dễ bị tấn công bởi Jumanji Berry, điều này vô hiệu hóa hắn đủ lâu để Spencer đánh cắp chiếc vòng cổ Falcon Heart và đánh bại hắn. Sau đó, cậu đưa cho Eddie chiếc vòng cổ. Mặt trời chiếu vào chiếc vòng cổ, khôi phục phép thuật và cứu trò chơi.
Trả lại Falcon Heart cho Nigel để bảo vệ an toàn, cả nhóm rất ngạc nhiên khi Milo quyết định ở lại và bảo vệ vùng đất. Khi trở lại thế giới thực, Spencer dạy ông của mình về trò chơi điện tử. Vượt qua nỗi uất hận, Eddie thuyết phục Nora, chủ quán ăn cũ của mình, thuê ông làm quản lý. Trong cảnh hậu danh đề, người thợ sửa máy sưởi mà mẹ của Spencer thuê đã xuất hiện. Anh để ý thấy trò chơi trên bàn và với lấy nó, và đàn đà điểu từ trò chơi lao qua quán ăn trước sự chứng kiến của nhóm Spencer.

## Diễn viên

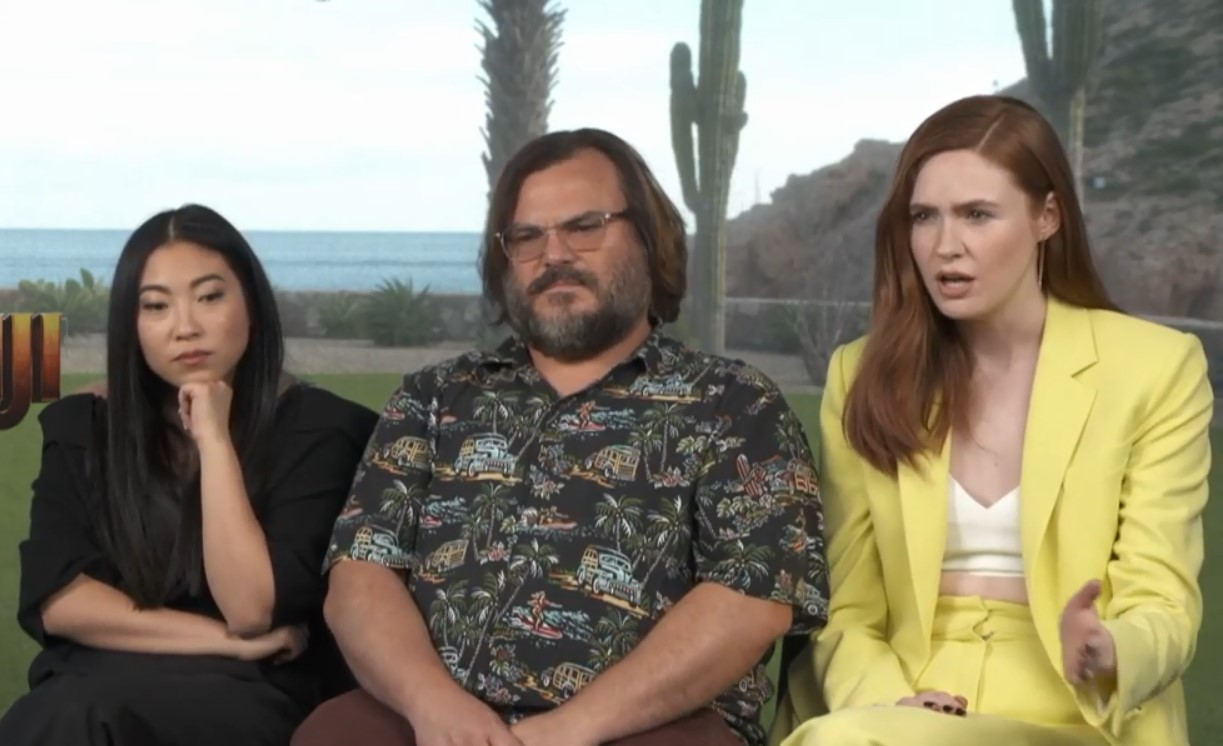
Từ trái qua phải: Awkwafina, Jack Black và Karen Gillan quảng bá cho bộ phim.

- Dwayne Johnson trong vai Tiến sĩ Xander "Smolder" Bravestone : Nhân vật thế thân của Eddie, sau đó là Spencer, người không giống như trước đây có một điểm yếu: anh ta không thể thoát khỏi cơn thịnh nộ của NPC Switchblade Jumanji mà không chết do anh ta đã trúng ngọn lửa vợ của Switchblade.
  - Johnson cũng miêu tả cha của Bravestone trong một đoạn hồi tưởng, nơi Zachary Tzegaegbe miêu tả Bravestone thời trẻ trong khi Jennifer Patino miêu tả mẹ của Bravestone.
- Jack Black trong vai Giáo sư Sheldon "Shelly" Oberon : Nhân vật thế thân của Fridge, sau đó là Martha, rồi lại là Fridge, rồi lại là Bethany, người phát triển một kỹ năng mới ( hình học ) và ba điểm yếu mới (nhiệt, mặt trời và cát; đơn giản là để tạo hiệu ứng hài hước như cấp độ đầu tiên là trong một sa mạc).
- Kevin Hart trong vai Franklin "Mouse" Finbar : Nhân vật thế thân của Milo, sau này lại là Fridge, người đã phát triển một kỹ năng mới: ngôn ngữ học , khả năng giao tiếp với động vật.
- Karen Gillan trong vai Ruby Roundhouse : Nhân vật thế thân của Martha, sau đó là nhân vật thế thân của Fridge, rồi lại là Martha, người có một kỹ năng mới: thành thạo côn nhị khúc.
- Nick Jonas trong vai Jefferson "Seaplane" McDonough: Nhân vật thế thân của Alex lại là một phi công máy bay.
- Awkwafina trong vai Ming Fleetfoot: Nhân vật thế thân mới của Spencer, sau này là Eddie, có xuất thân là một tên trộm với các kỹ năng trộm, móc túi và nhặt khóa, và là người có điểm yếu về phấn hoa.
- Rory McCann trong vai Jurgen the Brutal, một lãnh chúa khổng lồ, nắm đấm sắt và kiêu ngạo, kẻ chịu trách nhiệm giết cha mẹ của Bravestone nhiều năm trước. Giống như các hình đại diện trong trò chơi, hắn ta có một danh sách các điểm mạnh và điểm yếu với Jumanji Berry.
- Alex Wolff trong vai Spencer Gilpin
- Morgan Turner trong vai Martha Kaply
- Ser'Darius Blain trong vai Anthony "Fridge" Johnson
- Madison Iseman trong vai Bethany Walker
- Danny Glover trong vai Milo Walker: Người bạn ghẻ lạnh và đồng sở hữu quán ăn của Eddie, trước khi việc bán nó kết thúc tình bạn của họ. Milo Walker và Bethany Walker không liên quan.
- Danny DeVito vai Edward "Eddie" Gilpin: Ông nội của Spencer. Anh ta đã nghỉ hưu sau khi bán một quán ăn mà anh ta sở hữu ở Brantford, với rất ít hiểu biết về trò chơi điện tử.

Ngoài ra, Colin Hanks xuất hiện trong vai Alex Vreeke, Rhys Darby xuất hiện trong vai Nigel Billingsley, một NPC ở Jumanji, và Bebe Neuwirth xuất hiện với vai Nora Shepherd, trong một vai khách mời tái hiện lại vai diễn của cô từ bộ phim gốc năm 1995.
Cyclone là nhân vật thế thân ngựa đen, ban đầu là nhân vật thế thân mới của Bethany và sau đó là của Milo. Khả năng đặc biệt của Cyclone là giang cánh và bay. Do khả năng giao tiếp đặc biệt của Finbar với động vật, anh là người duy nhất có thể hiểu được Cyclone.
Ngoài ra, phim còn tuyển một số diễn viên cho các vai phụ, bao gồm: Dania Ramirez trong vai NPC Flame; Massi Furlan trong vai NPC Switchblade; John Ross Bowie trong vai Cavendish; DeObia Oparei trong vai Gromm; và Lamorne Morris trong vai người sửa máy sưởi. Lucy DeVito vào vai Maiden trong khi Marin Hinkle cũng trở lại với vai diễn Janice Gilpin.

## Sản xuất

### Phát triển
Vào tháng 2 năm 2018, các nguồn tin xác nhận Kasdan sẽ đạo diễn phần tiếp theo, với Rosenberg và Pinkner một lần nữa tham gia khâu kịch bản và Johnson, Hart, Black và Gillan tiếp tục đảm nhiệm vai diễn của họ trong phần phim trước. Ngày 22 tháng 2 năm 2019, Black xác nhận bộ phim mới là bộ phim Jumanji thứ tư với Zathura: A Space Adventure (2005) đóng vai trò là phần phim thứ hai và chia sẻ tính liên tục với các bộ phim khác của loạt phim. Theo Kasdan, bộ phim sử dụng tựa đề J-19 trong quá trình sản xuất. Tháng 7 năm 2019, tựa đề chính thức của bộ phim được tiết lộ là Trò chơi kỳ ảo: Thăng cấp.

### Tuyển vai
Tháng 1 năm 2019, Awkwafina, Danny DeVito và Danny Glover tham gia dàn diễn viên. Tháng 2 năm 2019, Alex Wolff, Ser'Darius Blain, Madison Iseman, Morgan Turner và Nick Jonas được xác nhận sẽ tiếp tục đảm nhiệm các vai diễn từ phần phim trước. Tháng 3 năm 2019, Dania Ramirez tham gia dàn diễn viên của bộ phim. Cũng trong tháng đó, các nguồn tin xác nhận Rhys Darby sẽ tiếp tục đảm nhiệm vai NPC Nigel Billingsley từ Jumanji: Trò chơi kỳ ảo. Tháng 5 năm 2019, thông tin Colin Hanks sẽ trở lại trong phần phim mới được xác nhận.

### Quay phim
Quá trình quay phim bắt đầu từ ngày 21 tháng 1 năm 2019 và diễn ra ở Atlanta, New Mexico, Calgary, Fortress Mountain Resort, cồn cát Algodones ở California, và Hawaii trước khi đóng máy vào ngày 11 tháng 5 cùng năm. Johnson cho biết đã kiếm được 23,5 triệu USD cho vai diễn của mình.

### Âm nhạc
Henry Jackman tiếp tục đảm nhiệm phần nhạc nền của bộ phim sau khi đã làm việc với dự án Jumanji: Trò chơi kỳ ảo trước đó.

## Phát hành
Tại Hoa Kỳ và Canada, Trò chơi kỳ ảo: Thăng cấp được công chiếu vào ngày 13 tháng 12 năm 2019 dưới định dạng RealD 3D, Dolby Cinema, IMAX, IMAX 3D, 4DX và ScreenX. Tại Việt Nam, phim cũng được công chiếu vào ngày 13 tháng 12 năm 2019. Phim được công chiếu trước đó vào ngày 5 tháng 12 năm 2019 tại Trung Quốc, Singapore, Malaysia và một số quốc gia Châu Á khác. Tại các nước Bắc Âu và Hà Lan, bộ phim được công chiếu tại các rạp chiếu phim vào ngày 6 tháng 12 năm 2019. Ngày phát hành tại Úc của bộ phim là ngày 26 tháng 12 năm 2019.

### Phương tiện tại gia
Trò chơi kỳ ảo: Thăng cấp được hãng Sony Pictures Home Entertainment phát hành dưới định dạng số vào ngày 3 tháng 3 năm 2020. Phim cũng được ra mắt dưới các định dạng đĩa vật lý 4K Ultra HD, Blu-ray và DVD vào ngày 17 tháng 3 năm 2020.

## Đón nhận

### Doanh thu phòng vé
Trò chơi kỳ ảo: Thăng cấp thu về 320,3 triệu USD chỉ tính riêng tại thị trường Mỹ và Canada và 479,7 triệu USD tại các quốc gia và vùng lãnh thổ khác, đưa tổng mức doanh thu toàn cầu lên tới 800,1 triệu USD, so với kinh phí sản xuất bộ phim trong khoảng 125–132 triệu USD. Deadline Hollywood tính toán lợi nhuận ròng của bộ phim vào khoảng 236 triệu USD, sau khi tổng hợp số liệu về doanh thu và các khoản chi.
Tại thị trường Mỹ và Canada, Trò chơi kỳ ảo: Thăng cấp được phát hành cùng thời điểm với Giáng sinh đen và Richard Jewell, dự kiến thu về 45–55 triệu USD từ 4.227 rạp chiếu phim trong dịp cuối tuần ra mắt. Phim thu về 19,7 triệu USD trong ngày đầu tiên công chiếu, bao gồm 4,7 triệu USD thu về từ suất chiếu sớm đêm thứ Năm. Sau ba ngày cuối tuần ra mắt, tác phẩm thu về 59,3 triệu USD, đứng quán quân về doanh thu phòng vé tuần công chiếu. Phim thu về 26,5 triệu USD trong dịp cuối tuần thứ hai công chiếu, về á quân trên bảng xếp hạng doanh thu phòng vé, xếp sau Star Wars: Skywalker trỗi dậy. Tới dịp cuối tuần thứ ba, tác phẩm thu về 35,3 triệu USD (tổng 59,2 triệu USD trong năm ngày nghỉ lễ Giáng sinh), và 26,5 trong dịp cuối tuần thứ tư, giữ vững vị trí á quân doanh thu phòng vé tuần, sau Star Wars: Skywalker trỗi dậy. Sau khi đại dịch COVID-19 diễn ra, hầu hết các rạp chiếu trên khắp Hoa Kỳ và Canada bị đóng cửa vào tháng 3, bộ phim tiếp tục được công chiếu tại các rạp chiếu ngoài trời trong những tuần tiếp theo; phim tiếp tục thu về 217.800 USD vào dịp cuối tuần thứ 24 và 186.800 USD vào dịp cuối tuần thứ 25. Bộ phim cán mốc doanh thu 800 triệu USD toàn cầu vào ngày 7 tháng 7 năm 2020 nhờ vào doanh thu tại các rạp ngoài trời ở Mỹ và doanh thu từ các rạp chiếu mới mở cửa lại ở các quốc gia khác.

### Đánh giá chuyên môn
Trên hệ thống tổng hợp kết quả đánh giá Rotten Tomatoes, phim nhận được 71% lượng đồng thuận dựa theo 246 bài đánh giá, với điểm trung bình là 6,1/10. Các chuyên gia của trang web nhất trí rằng, "Giống như nhiều trò chơi cổ điển khác, Trò chơi kỳ ảo: Thăng cấp giữ lại được những yếu tố cốt lõi đã có trước đó đồng thời bổ sung thêm đủ những điều mới mẻ để giữ lại cái hay của trò chơi này." Trên trang Metacritic, phần phim đạt số điểm 58 trên 100, dựa trên 37 nhận xét, chủ yếu là những ý kiến trái chiều. Lượt bình chọn của khán giả trên trang thống kê CinemaScore cho phần phim điểm "A–" trên thang từ A+ đến F, trong khi đó trang PostTrak cho biết 58% số khán giả cho phim phản hồi tích cực, cùng với đánh giá 3,5 trên 5 sao.

## Giải thưởng
| Giải thưởng                    | Hạng mục                                               | Đề cử                                                                  | Kết quả      |
| ------------------------------ | ------------------------------------------------------ | ---------------------------------------------------------------------- | ------------ |
| Giải AACTA                     | Hiệu ứng hình ảnh hoặc hoạt hình xuất sắc nhất         | Thomas Elder-Groebe, Mark Breakspear, Glenn Melenhorst và Ineke Majoor | Đề cử        |
| Hiệp hội phê bình phim Georgia | Giải thưởng đột phá                                    | Awkwafina (cũng cho Lời từ biệt và Paradise Hills)                     | Đề cử        |
| Hiệp hội phê bình phim Georgia | Giải Oglethorpe cho sự xuất sắc trong điện ảnh Georgia | Jake Kasdan, Jeff Pinkner và Scott Rosenberg                           | Đề cử        |
| Giải Golden Trailer            | Đoạn quảng cáo kỳ ảo/phiêu lưu xuất sắc nhất           | Trò chơi kỳ ảo: Thăng cấp                                              | Đề cử        |
| Giải Kids' Choice              | Phim yêu thích                                         | Trò chơi kỳ ảo: Thăng cấp                                              | Đề cử        |
| Giải Kids' Choice              | Nam diễn viên chính yêu thích                          | Kevin Hart                                                             | Đề cử        |
| Giải Kids' Choice              | Nam diễn viên chính yêu thích                          | Dwayne Johnson (cũng cho Fast & Furious: Hobbs & Shaw)                 | Đoạt giải    |
| Giải Sao Thổ                   | Phim kỳ ảo hay nhất                                    | Trò chơi kỳ ảo: Thăng cấp                                              | Chưa công bố |

## Phim tiếp nối
Dwayne Johnson đã tiết lộ trong một cuộc phỏng vấn vào tháng 12 năm 2019 rằng nhân vật phản diện Jurgen the Brutal thực sự là một nhân vật nhập vai và sẽ được khám phá trong phần phim tiềm năng tiếp theo. Vào tháng 3 năm 2020, Jake Kasdan đã xác nhận bộ phim tiếp theo đang trong quá trình thai nghén. Kasdan cũng xác nhận kế hoạch duy trì dàn diễn viên cốt cán từ hai phần phim trước. Tháng kế đó, các nhà làm phim tiết lộ phần cốt truyện cho bộ phim tiếp theo đang được phát triển.